# 1964년 하계 올림픽
1964년 하계 올림픽(영어: 1964 Summer Olympics, Games of the XVIII Olympiad, 일본어: 1964年夏季オリンピック)은 1964년 10월 10일부터 10월 24일까지 일본 도쿄에서 개최된 제18회 하계 올림픽이다. 하계 올림픽 역사상 처음으로 아시아에서 개최된 대회였다.

## 투표 결과
1959년 5월 26일, 서독 뮌헨에서 열린 IOC 총회에서 일본 도쿄로 결정되었다. 본래 도쿄는 1940년 하계 올림픽 개최지로 결정되었었으나 중일 전쟁으로 인해 개최권이 헬싱키로 반환되었고, 결국 제2차 세계 대전으로 대회가 연기되어 헬싱키는 예정보다 12년이 지난 1952년 하계 올림픽을 개최하였다.
| 후보 도시  | NOC        | 투표 |
| 도쿄       | 일본       | 34   |
| 디트로이트 | 미국       | 10   |
| 빈         | 오스트리아 | 9    |
| 브뤼셀     | 벨기에     | 5    |

## 참가국

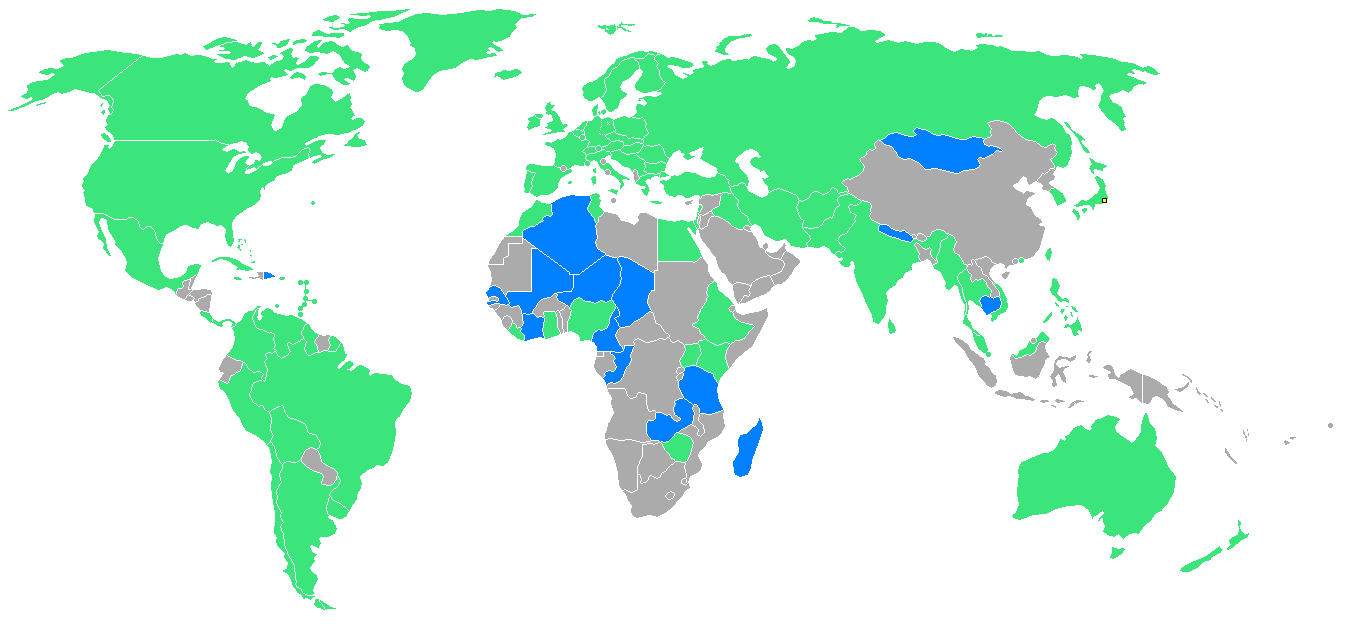
1964년 하계 올림픽 참가국

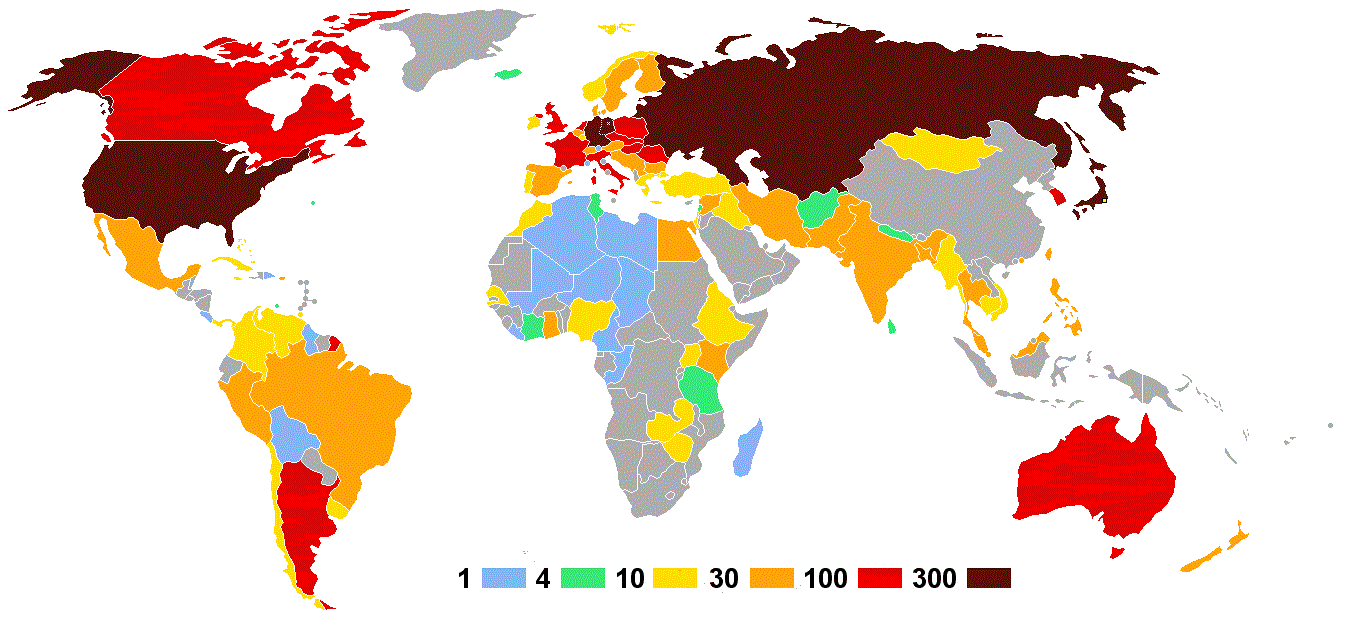
참가국들이 파견한 선수단의 인원 수

알제리, 카메룬, 차드, 콩고 공화국, 코트디부아르, 도미니카 공화국, 마다가스카르, 말레이시아, 말리, 몽골, 네팔, 니제르, 북로디지아(현재의 잠비아), 세네갈, 탄자니아(대회 당시에는 탕가니카로 참가) 15개국이 처음으로 하계 올림픽에 참가했다. 동독과 서독은 연합 선수단을 결성하여 대회에 참가했다.
남아프리카 공화국은 인종 차별 정책인 아파르트헤이트로 인해 올림픽 참가가 금지되었는데 이 조치는 1991년까지 지속되었다. 인도네시아는 자카르타에서 개최된 1962년 아시안 게임에서 대만·이스라엘 선수들의 비자 발급을 거부한 사실이 문제가 되어 1963년 2월 7일에 스위스 로잔에서 열린 국제 올림픽 위원회(IOC) 집행위원회의 결정에 따라 1964년 도쿄 하계 올림픽 참가 금지 결정을 받았다. IOC는 1964년 6월 26일에 인도네시아에 대한 자격 정지 처분을 해제했으나 인도네시아는 1963년 11월에 자카르타에서 열린 신흥국 경기 대회(GANEFO)에 참가한 선수들의 올림픽 참가를 금지한 IOC의 결정에 항의하는 표시로 조선민주주의인민공화국과 함께 대회에 불참했다.
1964년 하계 올림픽 참가국과 인원은 다음과 같다.
| \| - 아프가니스탄 (8) - 알제리 (1) - 아르헨티나 (102) - 오스트레일리아 (243) - 오스트리아 (56) - 바하마 (11) - 벨기에 (61) - 버뮤다 (4) - 볼리비아 (1) - 브라질 (61) - 영국령 기아나 (1) - 불가리아 (63) - 버마 (11) - 캄보디아 (13) - 카메룬 (1) - 캐나다 (115) - 실론 (6) - 차드 (2) - 칠레 (14) - 콜롬비아 (20) - 콩고 공화국 (2) - 코스타리카 (2) - 코트디부아르 (9) - 쿠바 (27) \| \| - 체코슬로바키아 (104) - 덴마크 (60) - 도미니카 공화국 (1) - 에티오피아 (12) - 핀란드 (89) - 프랑스 (138) - 독일 연합 (337) - 가나 (33) - 영국 (204) - 그리스 (18) - 홍콩 (39) - 헝가리 (182) - 아이슬란드 (4) - 인도 (53) - 이란 (62) - 이라크 (13) - 아일랜드 (25) - 이스라엘 (10) - 이탈리아 (168) - 자메이카 (21) - 일본 (328) (개최국) - 케냐 (37) - 대한민국 (154) - 레바논 (5) \| \| - 라이베리아 (1) - 리히텐슈타인 (2) - 룩셈부르크 (12) - 마다가스카르 (3) - 말레이시아 (61) - 말리 (2) - 멕시코 (94) - 모나코 (1) - 몽골 (21) - 모로코 (20) - 네팔 (6) - 네덜란드 (125) - 네덜란드령 안틸레스 (4) - 뉴질랜드 (64) - 니제르 (1) - 나이지리아 (18) - 노르웨이 (26) - 파키스탄 (41) - 파나마 (10) - 페루 (31) - 필리핀 (47) - 폴란드 (140) - 포르투갈 (20) \| \| - 푸에르토리코 (32) - 로디지아 (29) - 북로디지아 (12) - 루마니아 (138) - 세네갈 (12) - 소련 (317) - 스페인 (51) - 스웨덴 (94) - 스위스 (66) - 중화민국 (40) - 탕가니카 (4) - 태국 (54) - 트리니다드 토바고 (13) - 튀니지 (9) - 튀르키예 (23) - 우간다 (13) - 아랍 연합 공화국 (73) - 미국 (346) - 우루과이 (23) - 베네수엘라 (16) - 베트남 (16) - 유고슬라비아 (75) \| |  | |  | |  | |
| - 아프가니스탄 (8) - 알제리 (1) - 아르헨티나 (102) - 오스트레일리아 (243) - 오스트리아 (56) - 바하마 (11) - 벨기에 (61) - 버뮤다 (4) - 볼리비아 (1) - 브라질 (61) - 영국령 기아나 (1) - 불가리아 (63) - 버마 (11) - 캄보디아 (13) - 카메룬 (1) - 캐나다 (115) - 실론 (6) - 차드 (2) - 칠레 (14) - 콜롬비아 (20) - 콩고 공화국 (2) - 코스타리카 (2) - 코트디부아르 (9) - 쿠바 (27) |  | - 체코슬로바키아 (104) - 덴마크 (60) - 도미니카 공화국 (1) - 에티오피아 (12) - 핀란드 (89) - 프랑스 (138) - 독일 연합 (337) - 가나 (33) - 영국 (204) - 그리스 (18) - 홍콩 (39) - 헝가리 (182) - 아이슬란드 (4) - 인도 (53) - 이란 (62) - 이라크 (13) - 아일랜드 (25) - 이스라엘 (10) - 이탈리아 (168) - 자메이카 (21) - 일본 (328) (개최국) - 케냐 (37) - 대한민국 (154) - 레바논 (5) |  | - 라이베리아 (1) - 리히텐슈타인 (2) - 룩셈부르크 (12) - 마다가스카르 (3) - 말레이시아 (61) - 말리 (2) - 멕시코 (94) - 모나코 (1) - 몽골 (21) - 모로코 (20) - 네팔 (6) - 네덜란드 (125) - 네덜란드령 안틸레스 (4) - 뉴질랜드 (64) - 니제르 (1) - 나이지리아 (18) - 노르웨이 (26) - 파키스탄 (41) - 파나마 (10) - 페루 (31) - 필리핀 (47) - 폴란드 (140) - 포르투갈 (20) |  | - 푸에르토리코 (32) - 로디지아 (29) - 북로디지아 (12) - 루마니아 (138) - 세네갈 (12) - 소련 (317) - 스페인 (51) - 스웨덴 (94) - 스위스 (66) - 중화민국 (40) - 탕가니카 (4) - 태국 (54) - 트리니다드 토바고 (13) - 튀니지 (9) - 튀르키예 (23) - 우간다 (13) - 아랍 연합 공화국 (73) - 미국 (346) - 우루과이 (23) - 베네수엘라 (16) - 베트남 (16) - 유고슬라비아 (75) |

- 리비아도 개막식에 참가하였으나, 유일하게 참가한 육상 선수가 대회 도중 기권하였다.

## 종목
- 근대5종
- 농구
- 다이빙
- 레슬링
- 복싱
- 배구
- 사격
- 사이클
- 수구
- 수영
- 승마
- 역도
- 요트
- 유도
- 육상
- 조정
- 체조
- 축구
- 카누
- 펜싱
- 하키

### 시범 종목
- 무도
- 야구

## 메달 집계
주최국 (일본)
| 순위 | 국가                 | 금메달 | 은메달 | 동메달 | 합계 |
| ---- | -------------------- | ------ | ------ | ------ | ---- |
| 1    | 미국 (USA)           | 36     | 26     | 28     | 90   |
| 2    | 소련 (URS)           | 30     | 31     | 35     | 96   |
| 3    | 일본 (JPN)           | 16     | 5      | 8      | 29   |
| 4    | 독일 연합 (EUA)      | 10     | 22     | 18     | 50   |
| 5    | 이탈리아 (ITA)       | 10     | 10     | 7      | 27   |
| 6    | 헝가리 (HUN)         | 10     | 7      | 5      | 22   |
| 7    | 폴란드 (POL)         | 7      | 6      | 10     | 23   |
| 8    | 오스트레일리아 (AUS) | 6      | 2      | 10     | 18   |
| 9    | 체코슬로바키아 (TCH) | 5      | 6      | 3      | 14   |
| 10   | 영국 (GBR)           | 4      | 12     | 2      | 18   |

## 대회 이모저모
- 도쿄 올림픽은 정지 궤도 통신 위성을 통해 미국에 중계되었다. 텔레비전 방송이 태평양을 건너 생중계된 것은 이때가 처음이다.
- 신칸센 중 최초의 노선이자 당시 세계 최고속 철도인, 도쿄와 오사카시를 잇는 도카이도 신칸센이 도쿄 올림픽 개막 직전인 1964년 10월 1일 개업하였다. 도쿄 올림픽과 신칸센은 제2차 세계 대전 이후 약 20년 만에 일본의 재기를 세계에 알리는 신호탄이 되었다.
- 동독과 서독이 단일팀을 구성하여 출전하였다.
- 성화 봉송 주자였던 사카이 요시노리는 원자탄이 떨어진 1945년 8월 6일 히로시마에서 태어났다.
- 일본에서 인기 종목이었던 유도와 배구가 올림픽 종목으로 채택되었다.
- 일본 여자 배구대표팀이 소련을 누르고 사상 첫 올림픽 금메달을 획득하였다. 아시아가 구기종목에서 우승한 것은 이 때가 처음이었다.
- 유도의 무제한급에서는 네덜란드의 안톤 헤싱크(Anton Geesink)가 서양인 최초로 우승하였다.
- 소련의 체조 선수인 라리사 라티니나는 2개의 금메달과 1개의 은메달, 그리고 2개의 동메달을 획득하였다. 그녀는 이 대회까지 18개(금 9, 은 5, 동 4)의 메달을 땄는데 이것은 올림픽 최고 기록이다.
- 오스트레일리아의 돈 프레이저(Dawn Fraser)는 수영 100m 자유형에서 3연패를 달성하였다.
- 루마니아의 이올란다 발라스가 여자 높이뛰기에서 2연패를 달성하였다.
- 아베베 비킬라(Abebe Bikila)가 마라톤에서 올림픽 사상 처음으로 2연패를 달성하였다.
- 미국의 돈 숄랜더(Don Schollander)가 수영 종목에서 4관왕에 올랐다.
- 여자 근대 5종 경기가 처음 실시되었다.
- 개막 직전, 북한의 신금단 선수와 한국 전쟁 때 헤어진 남한의 부친 신문준 씨의 극적인 부녀 상봉이 세계적인 화제가 되었다. 하지만 당시 조선민주주의인민공화국은 신흥국 경기 대회 참가를 이유로 선수단을 철수하여 귀국하는 상황이라 만남은 오래가지 못했다.[1]
- 이 대회에 참가한 북로디지아는 폐막식 당일날 잠비아라는 이름으로 독립하였다.
- 한국(대한민국) 축구는 예선 탈락(3패)에 총득점 1점, 총실점 20점으로 출전 팀중 최하위를 기록하였다.
- 당시 한국(대한민국) 경영 선수들은 훈련 장소가 없어서 한강에서 연습하였다.
- 대회가 끝난 후인 1966년부터 일본에서 이 대회가 개막한 10월 10일을 체육의 날로 정하였으나, 2000년부터 해피 먼데이 제도가 적용되어 10월 둘째 주 월요일로 바뀌었다.
- 개막식과 폐막식 한정에 일본 NHK과 민방 5사 동시에 실황 아나운서 자체 방송됐다.